# Neanotis
Neanotis là một chi thực vật có hoa trong họ Thiến thảo (Rubiaceae).

## Loài
Chi Neanotis gồm các loài: